# Araeocerodes
Araeocerodes es un género de coleópteros de la familia Anthribidae.

## Especies
Comprende las siguientes especies:
- Araeocerodes lilliputanus Blackburn, 1900